# Massimo Ambrosini
Massimo Ambrosini (Pesaro, 29 maggio 1977) è un dirigente sportivo ed ex calciatore italiano, di ruolo centrocampista.
Cresciuto nel settore giovanile del Cesena, nella carriera da calciatore legò il suo nome soprattutto al Milan, squadra in cui militò per diciassette stagioni a cavallo degli anni novanta, duemila e duemiladieci, diventandone capitano dopo l'addio di Paolo Maldini nel 2009. In rossonero ha vinto i titoli di campione d'Europa nel 2003 e nel 2007, due Supercoppe Europee negli stessi anni, il campionato del mondo per club nel 2007 e quattro campionati italiani. Con la nazionale italiana è stato vicecampione d'Europa nel 2000.

## Caratteristiche tecniche
Ricopriva il ruolo di mediano. Dotato di un fisico atletico, è stato un giocatore grintoso, generoso, tatticamente duttile e intelligente, con un gran senso della posizione. Spesso, soprattutto sui calci piazzati, si inseriva in area avversaria per sfruttare la sua abilità nello stacco e nel colpo di testa, grazie alla quale è stato impiegato occasionalmente dal proprio tecnico Carlo Ancelotti come attaccante.
Nella fase finale della sua carriera è stato utilizzato anche come difensore centrale.

## Carriera

### Club

#### Esordi nel Cesena
Muove i primi passi tra le file dell'Adriatico Pesaro, una scuola calcio della sua città, per poi entrare successivamente nel settore giovanile del Cesena, per cui gioca dal 1992 al 1994.
Nella stagione 1994-1995, a 17 anni, è stato inserito in prima squadra dall'allenatore Bruno Bolchi. Ha esordito nella partita di Coppa Italia Cesena-Genoa (0-1). Si è messo quindi in evidenza nel campionato di Serie B, giocato da protagonista totalizzando 25 presenze e 1 gol contro il Lecce.

#### Primi anni al Milan
Nell'estate del 1995, a 18 anni, Ambrosini è stato ingaggiato dal Milan allenato da Fabio Capello per 3,7 miliardi di lire, e ha iniziato così la sua lunga carriera con la maglia rossonera. Nelle prime due stagioni il giovane centrocampista pesarese è riuscito a trovare discreto spazio giocando in tutte le competizioni, nonostante la concorrenza nel ruolo di giocatori già affermati quali Demetrio Albertini e Marcel Desailly.
Dopo aver esordito in maglia rossonera il 30 agosto 1995 nella gara Pescara-Milan (1-4) di Coppa Italia, il 12 settembre successivo Ambrosini ha esordito anche nelle coppe europee, nella partita Milan-Zagłębie Lubin (4-0) valida per i trentaduesimi di Coppa UEFA. Infine, il suo esordio in Serie A è avvenuto il 5 novembre 1995, in Milan-Cagliari (3-2).  La stagione 1995-1996 si è chiusa con la vittoria del suo primo scudetto, al quale Ambrosini ha contribuito con 7 presenze.
Nella stagione seguente, il 25 settembre 1996 ha debuttato in Champions League nella partita Rosenborg-Milan (1-4) giocata a Trondheim. È entrato anche maggiormente nelle rotazioni della squadra, totalizzando 18 presenze complessive.

#### Prestito al Vicenza
Nell'estate del 1997 il Milan cedette Ambrosini in prestito al Vicenza, squadra detentrice della Coppa Italia, per permettergli di giocare con continuità e fare esperienza.
Ambrosini ha disputato un buon campionato, collezionando 27 presenze e 1 gol (contro l'Inter). Anche in Coppa delle Coppe, dove il Vicenza è stato eliminato in semifinale dal Chelsea, si è reso protagonista con 7 presenze.

#### Ritorno al Milan

Ambrosini esulta dopo aver realizzato la rete del momentaneo 1-0 in Milan-Sampdoria (3-2) il 2 maggio 1999. Il suo gol si rivelerà decisivo per la conquista dello scudetto milanista.

Dalla stagione 1998-1999 Massimo Ambrosini tornò definitivamente al Milan. Con la maglia numero 23 sulle spalle e con Alberto Zaccheroni in panchina ha vinto il suo secondo scudetto. L'allenatore romagnolo ha creduto in lui e ne ha fatto ben presto uno dei punti fermi del centrocampo rossonero, in coppia con Albertini. Il 2 maggio 1999 ha realizzato il suo primo gol con il Milan nella partita Milan-Sampdoria (3-2), rivelatasi decisiva per la conquista dello scudetto.
La stagione 1999-2000 si è rivelata importante per la definitiva consacrazione di Ambrosini, che ha collezionato 29 presenze in campionato, 4 in Coppa Italia e 2 in Champions League.
La stagione successiva si è aperta nel migliore dei modi per poi diventare negativa. Il centrocampista ha realizzato 3 gol in campionato tutti decisivi alla Juventus nella terza giornata, al Napoli nell'ottava e al Verona nell'undicesima, oltre a un altro in rovesciata contro la Fiorentina in Coppa Italia. Nel febbraio 2001, nelle battute finali della partita casalinga contro la Reggina, ha subito un grave infortunio al legamento crociato anteriore del ginocchio sinistro. È tornato in campo 10 mesi più tardi, andando anche in gol contro il Verona a San Siro. Nonostante gli infortuni, Ambrosini è riuscito a ritagliarsi uno spazio importante. Nella stagione 2001-2002 ha segnato contro il Torino il gol-vittoria, che ha smorzato la contestazione dei tifosi per i risultati negativi della squadra e ha dato inizio alla rincorsa al 4º posto, conclusasi poi positivamente.

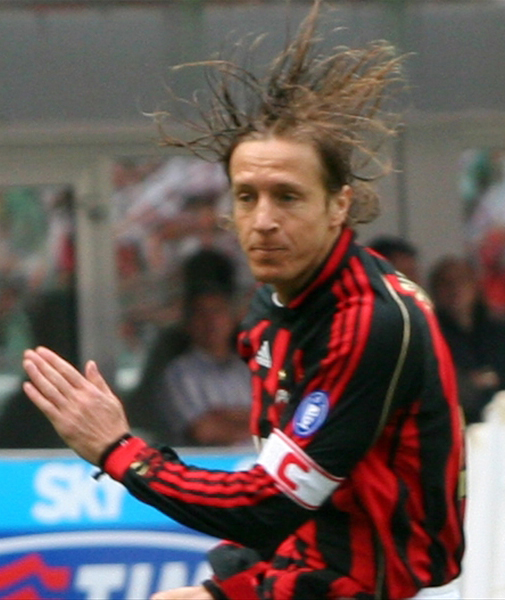
Ambrosini durante la partita di campionato Milan-Fiorentina del 6 maggio 2007.

Anche sotto la guida di Carlo Ancelotti, Ambrosini si è rivelato un giocatore importante per la squadra che ha conquistato la Champions League 2002-2003, la Coppa Italia, la Supercoppa UEFA e lo scudetto 2003-2004. Decisivo è un suo assist di testa nell'azione del gol vittoria nella partita di ritorno dei quarti di finale contro l'Ajax nel 2003. Durante la vittoriosa finale di Manchester contro la Juventus, entra in campo sul finire dei tempi regolamentari, disputando quelli supplementari. Nell'edizione della UEFA Champions League 2004-2005, durante la semifinale di ritorno contro il PSV Eindhoven è autore del gol decisivo che permette al Milan di accedere alla sfortunata finale di Istanbul persa contro il Liverpool.
Nella stagione 2006-2007, dopo un infortunio iniziale, Ambrosini ha riconquistato il suo posto nel Milan, formando con Gennaro Gattuso e Andrea Pirlo il centrocampo titolare. La squadra viene schierata infatti da Ancelotti con due incontristi e con Kaká più avanzato e vicino all'unica punta. Tale soluzione ha portato ai maggiori risultati e alle prestazioni migliori della stagione: la vittoria per 0-2 contro il Bayern Monaco, la famosa 'partita perfetta' vinta per 3-0 contro il Manchester United (in cui Ambrosini fu capitano e migliore in campo, dove realizzò l’assist per il terzo gol di Alberto Gilardino) e la finale di Champions League 2006-2007 contro il Liverpool nella finale giocata ad Atene, durante la quale dà inizio all'azione che porterà al gol del 2-0. Ambrosini ha realizzato anche due gol in campionato, entrambi decisivi per il risultato finale di 1-0: contro la Sampdoria e contro l'Atalanta, in entrambi i casi a San Siro. Durante la festa su un autobus scoperto, per celebrare l'affermazione europea, il centrocampista si è reso autore di un gesto controverso, esponendo uno striscione con scritte volgari nei confronti dell'Inter: tale fatto ha poi comportato il suo deferimento, nonché un'ammenda pecuniaria. In risposta, dopo la vittoria del campionato 2008-09, i calciatori nerazzurri esposero uno striscione simile.
Il 31 agosto 2007, vista l'assenza di Paolo Maldini, a Monte Carlo è stato Ambrosini, con la fascia di capitano, a ricevere ed alzare al cielo la Supercoppa UEFA vinta contro il Siviglia.
Nel campionato 2008-2009, ha realizzato contro il Bologna la prima rete stagionale del Milan, come era già accaduto nella stagione precedente contro il Genoa. Questa stagione si è rivelata la migliore dal punto di vista realizzativo con 8 reti, di cui ben 7 in campionato. È inoltre risultato il quinto marcatore rossonero della stagione, il migliore tra i centrocampisti.

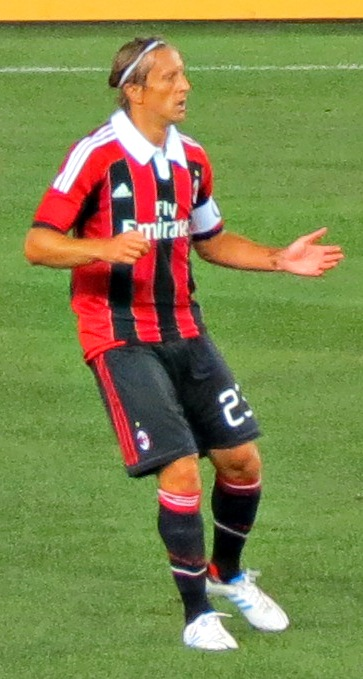
Ambrosini in azione durante Milan- nel 2012.

Nella stagione 2009-2010, dopo il ritiro di Maldini, Ambrosini è diventato il capitano del Milan e il 7 febbraio 2010 contro il Bologna ha disputato la 300ª partita in Serie A.
Nella stagione seguente ha giocato la sua 300ª partita con la maglia del Milan in campionato e il 7 maggio 2011 ha vinto il 4º scudetto con la maglia rossonera, primo da capitano, a due giornate dal termine del campionato. Il 19 maggio 2011 ha rinnovato il contratto con il Milan, in scadenza a fine stagione.
Il 6 agosto 2011 ha vinto la Supercoppa italiana con il Milan battendo l'Inter a Pechino per 2-1 e alla fine della stagione, nel corso della quale ha disputato 31 partite segnando un gol, il 16 maggio 2012 ha prolungato di un ulteriore anno il contratto con il Milan.
Al termine della stagione 2012-2013, l'amministratore delegato rossonero Adriano Galliani ha annunciato la decisione di non rinnovare il contratto di Ambrosini, che ha così chiuso la sua esperienza al Milan dopo 17 stagioni in totale nelle quali ha collezionato 489 presenze e 36 gol in totale e vinto 12 trofei: 4 scudetti, una Coppa Italia, 2 Supercoppe italiane, 2 Champions League, 2 Supercoppe UEFA e una Coppa del mondo per club FIFA.

#### Fiorentina
Dopo essersi svincolato dal Milan, a 36 anni, è stato ufficializzato il suo ingaggio a parametro zero da parte della Fiorentina, con la quale firma un contratto annuale.
Ha esordito in maglia viola il 22 agosto 2013 nella gara Grasshopper-Fiorentina (1-2) di Europa League. Il 3 ottobre seguente realizza un gol nella partita della fase a gironi di Europa League vinta 2-1 contro il Dnipro. Con la Fiorentina, allenata da Vincenzo Montella, ottiene 30 presenze stagionali, di cui 21 in Serie A. Disputa la sua ultima partita l'11 maggio 2014, nella gara della 37ª giornata di campionato vinta 1-0 contro il Livorno allo stadio Picchi.
Il 20 maggio 2014, durante una conferenza stampa, dichiara di lasciare la Fiorentina e preannuncia il suo ritiro, anche a causa della scelta da parte della società di non rinnovargli il contratto, trovandosi inoltre in disaccordo con la sua gestione tecnica nella seconda parte della stagione.

### Nazionale
Nel 1995 Ambrosini ha esordito nella nazionale Under-21, di cui è stato un punto fermo per molti anni. È anche stato convocato nella Nazionale olimpica che ha partecipato ai Giochi olimpici di Sydney nel 2000.
Ambrosini ha esordito in nazionale il 28 aprile 1999, a 21 anni, convocato dal CT Dino Zoff in occasione della partita amichevole contro la Croazia (0-0) disputata a Zagabria. Integratosi perfettamente nel centrocampo italiano, nell'estate del 2000 viene convocato da Zoff per il Campionato europeo in Belgio e Paesi Bassi. Fa il suo esordio nella seconda gara della fase a gironi contro il Belgio, entrando all'82 al posto di Stefano Fiore. Gioca titolare solo contro la Svezia, ultima gara della fase a gironi, e poi subentra al 66º minuto nella finale contro la Francia, persa al golden gol, durante la quale confeziona un assist smarcante per Del Piero, il quale non finalizza calciando sul portiere.
Ritorna in nazionale quasi due anni dopo con il CT Giovanni Trapattoni, ma anche a causa di numerosi problemi fisici non viene convocato né per il Mondiale 2002 in Corea del Sud e Giappone, né per l'Europeo 2004 in Portogallo. Nella gestione successiva di Marcello Lippi ottiene invece una sola presenza.
Ritorna in nazionale con Roberto Donadoni, suo ex compagno di squadra, vestendo la fascia da capitano il 16 agosto 2006 in occasione della prima partita del nuovo CT, l'amichevole Italia-Croazia (0-2) disputata a Livorno. All'inizio della stagione 2007-2008, l'assenza di infortuni e le ottime prestazioni in campionato hanno permesso al centrocampista del Milan di diventare una pedina fondamentale della selezione azzurra. Viene così convocato per l'Europeo 2008 in Austria e Svizzera, dove scende in campo in tutte le partite disputate dall'Italia, che nei quarti di finale viene eliminata ai tiri di rigore dai futuri campioni della Spagna.
All'inizio del biennio successivo non viene più convocato da Lippi, ritornato sulla panchina azzurra, e chiude la sua carriera in nazionale con 35 presenze.

## Dopo il ritiro
Dopo essersi ritirato dal calcio giocato, tra il 2014 e il 2021 è stato opinionista nelle trasmissioni di Sky Sport.
Il 2 agosto 2018 diventa capo delegazione dell'Under-21. Il 27 marzo 2021 viene sostituito da Mauro Balata, presidente della Lega B.
Nel giugno dello stesso anno, insieme a Lele Adani, Gianluca Zambrotta e Marco Materazzi partecipa a 100% Fuoriclasse, una nuova rubrica lanciata sul sito della Gazzetta.
Dopo l’addio a Sky, nel luglio 2021 viene presentato come uno dei nuovi commentatori tecnici e opinionisti di DAZN, la piattaforma che ha ottenuto i diritti televisivi per le gare della Serie A, Serie B, Europa League e Conference League oltre al nuovo Mondiale per club. Ad agosto entra a far parte anche della squadra di Amazon Prime Video affiancando Sandro Piccinini nella telecronaca delle gare di Champions League del mercoledì e della Supercoppa UEFA. È sua l'idea del lungometraggio di DAZN Stavamo bene insieme, dove insieme agli ex compagni Andrea Pirlo, Alessandro Nesta, Gennaro Gattuso, Filippo Inzaghi e Paolo Maldini ripercorre il quinquennio dal 2002 al 2007 culminato con le tre finali di Champions.

## Statistiche

### Presenze e reti nei club
Statistiche aggiornate all'11 maggio 2014.
| Stagione        | Squadra         | Campionato      | Campionato | Campionato | Coppa Italia | Coppa Italia | Coppa Italia | Coppe continentali | Coppe continentali | Coppe continentali | Altre coppe | Altre coppe | Altre coppe | Totale | Totale |
| Stagione        | Squadra         | Comp            | Pres       | Reti       | Comp         | Pres         | Reti         | Comp               | Pres               | Reti               | Comp        | Pres        | Reti        | Pres   | Reti   |
| --------------- | --------------- | --------------- | ---------- | ---------- | ------------ | ------------ | ------------ | ------------------ | ------------------ | ------------------ | ----------- | ----------- | ----------- | ------ | ------ |
| 1994-1995       | Cesena          | B               | 25         | 1          | CI           | 2            | 0            | -                  | -                  | -                  | -           | -           | -           | 27     | 1      |
| 1995-1996       | Milan           | A               | 7          | 0          | CI           | 4            | 0            | CU                 | 3                  | 0                  | -           | -           | -           | 14     | 0      |
| 1996-1997       | Milan           | A               | 11         | 0          | CI           | 3            | 0            | UCL                | 4                  | 0                  | -           | -           | -           | 18     | 0      |
| 1997-1998       | Vicenza         | A               | 27         | 1          | CI           | 1            | 0            | CdC                | 7                  | 0                  | SI          | 1           | 0           | 36     | 1      |
| 1998-1999       | Milan           | A               | 26         | 1          | CI           | 3            | 0            | -                  | -                  | -                  | -           | -           | -           | 29     | 1      |
| 1999-2000       | Milan           | A               | 29         | 2          | CI           | 4            | 0            | UCL                | 2                  | 0                  | SI          | 1           | 0           | 36     | 2      |
| 2000-2001       | Milan           | A               | 16         | 3          | CI           | 3            | 1            | UCL                | 7                  | 0                  | -           | -           | -           | 26     | 4      |
| 2001-2002       | Milan           | A               | 9          | 3          | CI           | 1            | 0            | CU                 | 3                  | 0                  | -           | -           | -           | 13     | 3      |
| 2002-2003       | Milan           | A               | 21         | 1          | CI           | 3            | 1            | UCL                | 13                 | 0                  | -           | -           | -           | 37     | 2      |
| 2003-2004       | Milan           | A               | 20         | 1          | CI           | 3            | 1            | UCL                | 6                  | 0                  | SI+SU+CInt  | 1+1+1       | 0           | 32     | 2      |
| 2004-2005       | Milan           | A               | 22         | 1          | CI           | 4            | 2            | UCL                | 11                 | 1                  | SI          | 1           | 0           | 38     | 4      |
| 2005-2006       | Milan           | A               | 13         | 1          | CI           | 1            | 0            | UCL                | 4                  | 0                  | -           | -           | -           | 18     | 1      |
| 2006-2007       | Milan           | A               | 19         | 2          | CI           | 3            | 0            | UCL                | 12                 | 0                  | -           | -           | -           | 34     | 2      |
| 2007-2008       | Milan           | A               | 33         | 4          | CI           | 0            | 0            | UCL                | 7                  | 0                  | SU+Cmc      | 1+2         | 0           | 43     | 4      |
| 2008-2009       | Milan           | A               | 28         | 7          | CI           | 0            | 0            | CU                 | 5                  | 1                  | -           | -           | -           | 33     | 8      |
| 2009-2010       | Milan           | A               | 30         | 1          | CI           | 1            | 0            | UCL                | 8                  | 0                  | -           | -           | -           | 39     | 1      |
| 2010-2011       | Milan           | A               | 18         | 1          | CI           | 1            | 0            | UCL                | 4                  | 0                  | -           | -           | -           | 23     | 1      |
| 2011-2012       | Milan           | A               | 22         | 1          | CI           | 2            | 0            | UCL                | 6                  | 0                  | SI          | 1           | 0           | 31     | 1      |
| 2012-2013       | Milan           | A               | 20         | 0          | CI           | 1            | 0            | UCL                | 4                  | 0                  | -           | -           | -           | 25     | 0      |
| Totale Milan    | Totale Milan    | Totale Milan    | 344        | 29         |              | 37           | 5            |                    | 99                 | 2                  |             | 9           | 0           | 489    | 36     |
| 2013-2014       | Fiorentina      | A               | 21         | 0          | CI           | 1            | 0            | UEL                | 8                  | 1                  | -           | -           | -           | 30     | 1      |
| Totale carriera | Totale carriera | Totale carriera | 417        | 31         |              | 41           | 5            |                    | 114                | 3                  |             | 10          | 0           | 582    | 39     |

### Cronologia presenze e reti in nazionale
| Cronologia completa delle presenze e delle reti in nazionale ― Italia | Cronologia completa delle presenze e delle reti in nazionale ― Italia | Cronologia completa delle presenze e delle reti in nazionale ― Italia | Cronologia completa delle presenze e delle reti in nazionale ― Italia | Cronologia completa delle presenze e delle reti in nazionale ― Italia | Cronologia completa delle presenze e delle reti in nazionale ― Italia | Cronologia completa delle presenze e delle reti in nazionale ― Italia | Cronologia completa delle presenze e delle reti in nazionale ― Italia |
| Data                                                                  | Città                                                                 | In casa                                                               | Risultato                                                             | Ospiti                                                                | Competizione                                                          | Reti                                                                  | Note                                                                  |
| --------------------------------------------------------------------- | --------------------------------------------------------------------- | --------------------------------------------------------------------- | --------------------------------------------------------------------- | --------------------------------------------------------------------- | --------------------------------------------------------------------- | --------------------------------------------------------------------- | --------------------------------------------------------------------- |
| 28-4-1999                                                             | Zagabria                                                              | Croazia                                                               | 0 – 0                                                                 | Italia                                                                | Amichevole                                                            | -                                                                     | 45’                                                                   |
| 23-2-2000                                                             | Palermo                                                               | Italia                                                                | 1 – 0                                                                 | Svezia                                                                | Amichevole                                                            | -                                                                     | 45’                                                                   |
| 29-3-2000                                                             | Barcellona                                                            | Spagna                                                                | 2 – 0                                                                 | Italia                                                                | Amichevole                                                            | -                                                                     | 60’                                                                   |
| 26-4-2000                                                             | Reggio Calabria                                                       | Italia                                                                | 2 – 0                                                                 | Portogallo                                                            | Amichevole                                                            | -                                                                     | 89’                                                                   |
| 3-6-2000                                                              | Oslo                                                                  | Norvegia                                                              | 1 – 0                                                                 | Italia                                                                | Amichevole                                                            | -                                                                     | 27’                                                                   |
| 14-6-2000                                                             | Bruxelles                                                             | Italia                                                                | 2 – 0                                                                 | Belgio                                                                | Euro 2000 - 1º turno                                                  | -                                                                     | 82’                                                                   |
| 19-6-2000                                                             | Eindhoven                                                             | Italia                                                                | 2 – 1                                                                 | Svezia                                                                | Euro 2000 - 1º turno                                                  | -                                                                     |                                                                       |
| 2-7-2000                                                              | Rotterdam                                                             | Francia                                                               | 2 – 1 gg                                                              | Italia                                                                | Euro 2000 - Finale                                                    | -                                                                     | 66’                                                                   |
| 17-4-2002                                                             | Milano                                                                | Italia                                                                | 1 – 1                                                                 | Uruguay                                                               | Amichevole                                                            | -                                                                     | 59’                                                                   |
| 21-8-2002                                                             | Trieste                                                               | Italia                                                                | 0 – 1                                                                 | Slovenia                                                              | Amichevole                                                            | -                                                                     | 50’                                                                   |
| 7-9-2002                                                              | Baku                                                                  | Azerbaigian                                                           | 0 – 2                                                                 | Italia                                                                | Qual. Euro 2004                                                       | -                                                                     | 57’                                                                   |
| 12-10-2002                                                            | Napoli                                                                | Italia                                                                | 1 – 1                                                                 | Serbia e Montenegro                                                   | Qual. Euro 2004                                                       | -                                                                     | 78’                                                                   |
| 16-10-2002                                                            | Cardiff                                                               | Galles                                                                | 2 – 1                                                                 | Italia                                                                | Qual. Euro 2004                                                       | -                                                                     |                                                                       |
| 20-11-2002                                                            | Pescara                                                               | Italia                                                                | 1 – 1                                                                 | Turchia                                                               | Amichevole                                                            | -                                                                     | 47’                                                                   |
| 12-2-2003                                                             | Genova                                                                | Italia                                                                | 1 – 0                                                                 | Portogallo                                                            | Amichevole                                                            | -                                                                     | 58’                                                                   |
| 30-4-2003                                                             | Ginevra                                                               | Svizzera                                                              | 1 – 2                                                                 | Italia                                                                | Amichevole                                                            | -                                                                     | 79’                                                                   |
| 3-6-2003                                                              | Campobasso                                                            | Italia                                                                | 2 – 0                                                                 | Irlanda del Nord                                                      | Amichevole                                                            | -                                                                     |                                                                       |
| 20-8-2003                                                             | Stoccarda                                                             | Germania                                                              | 0 – 1                                                                 | Italia                                                                | Amichevole                                                            | -                                                                     | 69’                                                                   |
| 16-11-2003                                                            | Ancona                                                                | Italia                                                                | 1 – 0                                                                 | Romania                                                               | Amichevole                                                            | -                                                                     | 46’                                                                   |
| 31-3-2004                                                             | Braga                                                                 | Portogallo                                                            | 1 – 2                                                                 | Italia                                                                | Amichevole                                                            | -                                                                     | 46’                                                                   |
| 28-4-2004                                                             | Genova                                                                | Italia                                                                | 1 – 1                                                                 | Spagna                                                                | Amichevole                                                            | -                                                                     | 46’                                                                   |
| 8-9-2004                                                              | Chișinău                                                              | Moldavia                                                              | 0 – 1                                                                 | Italia                                                                | Qual. Mondiali 2006                                                   | -                                                                     |                                                                       |
| 16-8-2006                                                             | Livorno                                                               | Italia                                                                | 0 – 2                                                                 | Croazia                                                               | Amichevole                                                            | -                                                                     | Cap. 75’                                                              |
| 6-6-2007                                                              | Kaunas                                                                | Lituania                                                              | 0 – 2                                                                 | Italia                                                                | Qual. Euro 2008                                                       | -                                                                     | 71’                                                                   |
| 22-8-2007                                                             | Budapest                                                              | Ungheria                                                              | 3 – 1                                                                 | Italia                                                                | Amichevole                                                            | -                                                                     |                                                                       |
| 12-9-2007                                                             | Kiev                                                                  | Ucraina                                                               | 1 – 2                                                                 | Italia                                                                | Qual. Euro 2008                                                       | -                                                                     |                                                                       |
| 13-10-2007                                                            | Genova                                                                | Italia                                                                | 2 – 0                                                                 | Georgia                                                               | Qual. Euro 2008                                                       | -                                                                     | 88’                                                                   |
| 17-11-2007                                                            | Glasgow                                                               | Scozia                                                                | 1 – 2                                                                 | Italia                                                                | Qual. Euro 2008                                                       | -                                                                     |                                                                       |
| 21-11-2007                                                            | Modena                                                                | Italia                                                                | 3 – 1                                                                 | Fær Øer                                                               | Qual. Euro 2008                                                       | -                                                                     | 58’                                                                   |
| 6-2-2008                                                              | Zurigo                                                                | Italia                                                                | 3 – 1                                                                 | Portogallo                                                            | Amichevole                                                            | -                                                                     |                                                                       |
| 30-5-2008                                                             | Firenze                                                               | Italia                                                                | 3 – 1                                                                 | Belgio                                                                | Amichevole                                                            | -                                                                     | 75’                                                                   |
| 9-6-2008                                                              | Berna                                                                 | Paesi Bassi                                                           | 3 – 0                                                                 | Italia                                                                | Euro 2008 - 1º turno                                                  | -                                                                     |                                                                       |
| 13-6-2008                                                             | Zurigo                                                                | Italia                                                                | 1 – 1                                                                 | Romania                                                               | Euro 2008 - 1º turno                                                  | -                                                                     | 85’                                                                   |
| 17-6-2008                                                             | Zurigo                                                                | Francia                                                               | 0 – 2                                                                 | Italia                                                                | Euro 2008 - 1º turno                                                  | -                                                                     | 55’                                                                   |
| 22-6-2008                                                             | Vienna                                                                | Spagna                                                                | 0 – 0 dts (4 – 2 dtr)                                                 | Italia                                                                | Euro 2008 - Quarti di finale                                          | -                                                                     |                                                                       |
| Totale                                                                |                                                                       | Presenze                                                              | 35                                                                    |                                                                       | Reti                                                                  | 0                                                                     |                                                                       |

## Palmarès

### Competizioni nazionali
- Campionato italiano: 4

Milan: 1995-1996, 1998-1999, 2003-2004, 2010-2011
- Coppa Italia: 1

Milan: 2002-2003
- Supercoppa italiana: 2

Milan: 2004, 2011

### Competizioni internazionali
- UEFA Champions League: 2

Milan: 2002-2003, 2006-2007
- Supercoppa UEFA: 2

Milan: 2003, 2007
- Coppa del mondo per club: 1

Milan: 2007